# Ercole Salvatore Aprigliano
Ercole Salvatore Aprigliano (La Spezia, 25 gennaio 1892 – 6 settembre 1975) è stato un pittore  e xilografo italiano.

## Biografia
Figlio primogenito di Vincenzo, originario di Aprigliano, piccolo paese del cosentino e di Ida Montale, di nascita ligure, entrambi di condizioni modeste, nasce alla Spezia in una casa di piazza del Mercato.

Giovanissimo rivela la sua inclinazione al disegno e alla pittura, indirizzando la sua attività artistica sotto la guida del pittore e maestro Felice Del Santo, legato alla scuola dei Macchiaioli toscani.
Amico del pittore Giuseppe Caselli, come lui allievo di Del Santo, frequenta Antonio Discovolo, dipinge scorci della città, paesaggi della Val di Vara, della Lunigiana e delle Cinque Terre.
Aprigliano si affaccia timidamente anche ai movimenti d'avanguardia, aderendo, pur con riserva, al Futurismo.
L'arte della xilografia alla Spezia viene avviata da Emilio Mantelli attorno al 1910 : Aprigliano ne diviene subito uno dei personaggi principali, influenzato dallo stesso Mantelli e da Lorenzo Viani.
Allo scoppio della prima guerra mondiale parte per il fronte, ma non interrompe la sua attività pittorica e xilografica; il suo studio, aperto nei pressi dell'ospedale civile, verrà custodito dal fratello Ivo, quell'Ivo Aprigliano che diverrà l'uomo del filo, funambolo ed equilibrista, che farà fortuna esibendosi nelle maggiori città italiane.
Con la fine della grande guerra Aprigliano è tra i promotori e fondatori della Zimarra, cenacolo di artisti e scrittori come Renato Cogliolo, Enrico Carmassi, Giuseppe Caselli, Francesco Gamba, Giovanni Governato, Cafiero Luperini, Alberto Caligiani e Pietro Maria Bardi.
Nel 1934 a La Spezia, alla prima Mostra del Sindacato interprovinciale, espone un Ritratto di Pirandello eseguito tecnica xilografica e un dipinto che gli procura una menzione in un articolo sulla rivista Emporium, nel quale venne lodata la notevole vivacità della tavolozza

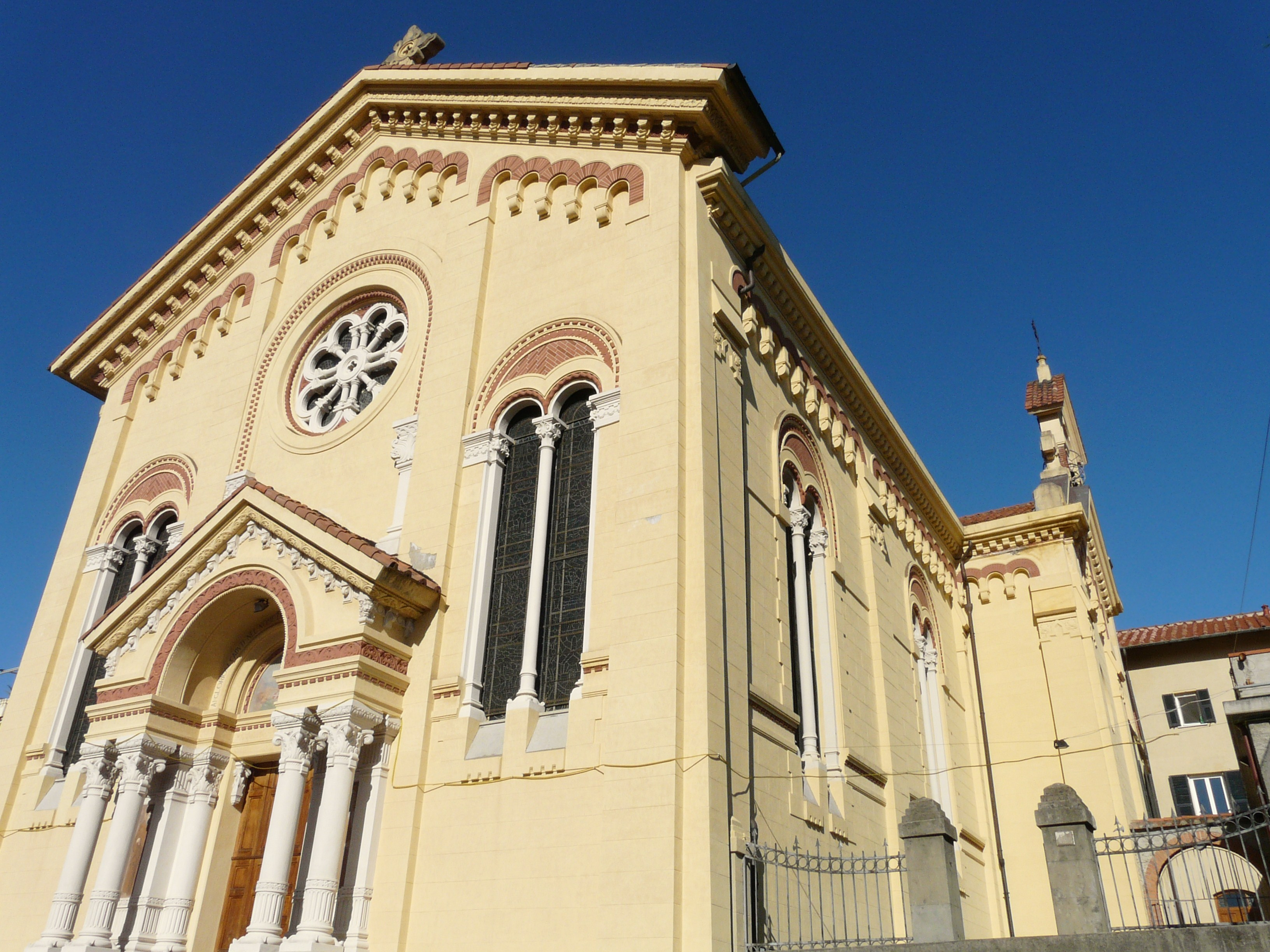
La Chiesa del Sacro Cuore alla Spezia

Nel corso degli anni Aprigliano disegna, dipinge, incide il legno e si cimenta anche come maestro vetraio realizzando tra l'altro, dal 1959 al 1961, le vetrate di quattro finestre e di tre rosoni per la Chiesa del Sacro Cuore alla Spezia.
Nel 1964 a Roma, presso la Galleria D'Urso, viene allestita una mostra personale antologica di tutta la sua opera.
Prende parte a tutte le edizioni del Premio di Pittura Golfo della Spezia e a varie collettive nazionali ed internazionali: Praga, Parigi, Londra ed a San Paolo del Brasile.
Sue opere sono conservate al Castello Sforzesco di Milano, al Palazzo Bianco di Genova, al Museo d'Arte di San Paolo del Brasile, al Museo di Buffalo (Stati Uniti d'America), alla Pinacoteca di Praga, al Museo della Xilografia di Carpi, al Centro d'arte moderna e contemporanea della Spezia, nelle collezioni d'arte della Fondazione Cariplo di Milano, della Cassa di Risparmio della Spezia e in collezioni private
Nel 2017, la giunta comunale della Spezia gli ha intitolato uno dei quattro parchi cittadini.

## Mostre personali
- Galleria Nuova Medusa, Lerici, (1962)
- Galleria d'Arte D'Urso, Roma, (1964)
- Galleria Donati, Parma, (1966)
- Circolo degli Artisti, Firenze, (1968)
- Galleria d'Arte Minotauro, La Spezia, (1972)
- Palazzo Civico, Monterosso al Mare, (1972)
- Centro Allende, La Spezia: Mostra antologica, (1978)
- Castello San Giorgio, La Spezia: La città del primo Novecento, (2002)
- Museo CAMeC, Ercole Salvatore Aprigliano. Pittore e xilografo, (2022)